# Сумська духовна семінарія
Сумська духовна семінарія — православний духовний навчальний заклад Сумської єпархії РПЦ в Україні, розташований у Сумах. Навчає церковно- й священослужителів. Семінарії дано ім'я на честь митрополита Київського (за версією РПЦвУ) Володимира (Сабодан).

## Історія
1997 року Сумській єпархії було передано будівлю колишньої резиденції сумських архієреїв й невідбувшогося Іоанно-Предтеченського чоловічого монастиря, де під керівництвом єпископа Сумського і Охтирського Іонафана (Єлецьких) було розпочато роботу з організації навчального процесу.
19 травня 1998 Священний Синод УПЦ (МП) відкрив Сумське пастирсько-богословське духовне училище (СПБДУ).
За словами проректора духовного училища протоієрея Володимира Равлюка:
|  | Відкриваючи Духовне училище, ми ставили перед собою конкретні завдання, пов'язані з вирішенням кадрового питання для парафій Сумської єпархії. Нестача священнослужителів відчувався досить гостро. Багато парафій, особливо в сільській місцевості, залишалися без пастиря. Існувала небезпека захоплення цих парафій розкольниками-філаретівцями, активізувалися сектанти. |

Силами єпархії були проведені ремонтні роботи, зроблено перепланування приміщень, обладнані читальний та актовий зали, аудиторії тощо. При училищі була організована трапезна.
5 березня 2000 в будівлі училища, на другому поверсі, було освячено домовий храм в ім'я праведного Іоанна Кронштадтського і преподобного Симеона Нового Богослова, в якому регулярно відбуваються богослужіння.
30 листопада 2000 в Держкомрелігій України був зареєстрований Статут училища.
27 жовтня 2015 року рішенням Священного Синоду УПЦ (МП) Пасторально-богословське духовне училище було перетворене на духовну семінарію. Ректором призначений архієпископ Сумський і Охтирський Євлогій (Гутченко).
13 грудня 2015 року, в Неділю 28-ту після П'ятидесятниці, день пам'яті святого апостола Андрія Первозванного, митрополит Київський Онуфрій (Березовський) освятив приміщення нововідкритої семінарії. Вітання до дня відкриття семінарії направив першоієрарх РПЦЗ митрополит Іларіон (Капрал).
У будівлі семінарії влаштована музейна кімната пам'яті предстоятеля УПЦ (МП) митрополита Володимира, а щорічно до дня народження Київського першосвятителя, 23 листопада, рішенням педради прийнято постанову проводити Володимирські читання. Крім того, для студента, який проявить найвищі успіхи в навчанні, встановлено персональну стипендію імені Митрополита Володимира (Сабодана).

## Ректори
- Митрополит Євлогій (Гутченко) (від 2015)